# Luis Jiménez (calciatore)
Luis Antonio Jiménez Garcés (Santiago del Cile, 17 giugno 1984) è un ex calciatore cileno, di ruolo centrocampista.

## Biografia
È sposato con la modella cilena María José López, ex volto femminile di Controcampo, dalla quale ha avuto tre gemelle nel 2010.
Da una relazione precedente è invece divenuto padre di un altro figlio.
Nel 2024 ha dichiarato di aver giocato almeno tre partite truccate in Italia, tra cui Ternana-Atalanta del campionato di Serie B del 2003, aggiungendo che all'epoca molte partite erano combinate per effetto di un sistema mafioso, contrastato dalla giustizia sportiva con l'inibizione di ex calciatori e dirigenti.

## Caratteristiche tecniche
Trequartista, può giocare anche da seconda punta e dispone di buona tecnica. Viene soprannominato il mago.

## Carriera

### Club

#### Esordi, Ternana e Fiorentina
È cresciuto nei vivaio di Palestino, col quale ha debuttato. In seguito si è trasferito in Italia per giocare con la Ternana passando poi alla Fiorentina in comproprietà, nel gennaio 2006, per 2 500 000 euro. Il cileno esordisce nella gara vinta con il Chievo, realizzando il primo gol nell'incontro con l'Inter (terminato 2-1 in favore dei viola).
Tornato in Umbria a fine stagione, entra in conflitto con il presidente della società ritenendo la C1 (lega nella quale i rossoverdi erano precipitati) un campionato inadeguato: la circostanza lo spinse a denunciare il club per mobbing, fatto che ne comportò l'esclusione dai convocati.

#### Prestiti vari
Nel gennaio 2007 si trasferisce in prestito alla Lazio, segnando 2 reti in 16 partite di campionato. In estate, sempre con la formula del prestito, diviene un calciatore dell'Inter: in nerazzurro contribuisce con 3 gol in 15 presenze alla vittoria del titolo. Ha anche realizzato un gol in Champions League nel successo per 3-0 contro il Fenerbahçe (che è stato sia il suo primo gol in Champions che con i nerazzurri). Nella stagione 2008-09, seppur trovando poco spazio, replica il successo in ambito nazionale.
Nell'estate 2009 fa ritorno alla Ternana che lo cede in prestito al West Ham. Ha realizzato il suo primo gol in Premier League il 28 novembre 2009 contro il Burnley, siglando il gol del momentaneo 5-0 (partita poi finita 5-3). L'esperienza al West Ham si conclude il 29 gennaio, quando la società londinese annuncia la fine del prestito del giocatore ed il suo ritorno all'Inter.
Il 1º febbraio 2010 si trasferisce dall'Inter al Parma in prestito gratuito. Segna la sua prima ed unica rete con la maglia del Parma, contro il Napoli, il 10 aprile 2010, nella vittoria in trasferta della sua squadra per 3-2.
Il 26 giugno 2010, data dell'apertura delle buste depositate il giorno prima, la Ternana risolve a proprio favore la compartecipazione del calciatore, superando con poco più di 3 milioni di euro l'offerta dell'Inter ferma a 2 000 000 €. Il 31 agosto seguente, nell'ultima giornata di calciomercato, si trasferisce in prestito con diritto di riscatto al Cesena. Segna la prima rete con la nuova maglia il 7 novembre 2010, in Juventus-Cesena 3-1.
In Romagna il cileno è protagonista di una stagione ottima, condita da ben 9 reti e diversi assist. Il 15 maggio 2011, con una giornata di anticipo, la squadra romagnola si salva matematicamente.

#### Esperienze negli Emirati Arabi Uniti
Dopo essersi avvalso dell'articolo 17, si svincola dalla Ternana e il 29 giugno 2011 firma per il club di Dubai dell'Al-Ahli.
 Debutta da titolare in campionato il 15 ottobre in Al-Jazira-Al-Ahli 4-0 venendo sostituito dal compagno Faisal Khalil al minuto 64. Segna la sua prima doppietta alla partita successiva, il 22 ottobre nel 2-0 all'Emirates. In quest'occasione ha peraltro raggiunto le 200 presenze da professionista. Dopo quattro stagioni condite con 40 gol in 80 presenze il 15 luglio 2015 lascia la squadra bianco-rossa per accasarsi nell'altra squadra di Dubai, l'Al Nasr con cui firma un contratto biennale.

#### Esperienze in Qatar e ritorno al Palestino
Dal 2016 al 2018 gioca per tre club diversi della Qatar Stars League: Al-Nasr, Al-Gharafa e Qatar SC. Nel 2018 fa ritorno al club che lo aveva lanciato, il Palestino.

#### Al-Ittihad
Il 5 luglio 2019 firma un contratto con l'Al-Ittihad, militante nella Saudi Pro League.

#### Ritorno al Palestino e Magallanes
Nel 2020 fa di nuovo ritorno al Palestino. Nonostante nel marzo 2022 annunci l’addio al calcio giocato, la stessa estate si aggrega al Magallanes, formazione militante nella seconda divisione cilena, fino a fine stagione prima di ritirarsi.

### Nazionale
Fa parte della Nazionale cilena, di cui è stato capitano nel 2006.
Con l'arrivo del C.T. Bielsa dal 2008 non è stato più convocato, saltando quindi la Copa América 2007 e i Mondiali 2010. Ritrova la convocazione nel maggio 2011 dopo 4 anni con Claudio Borghi in vista della Copa América 2011. Gioca i due match della fase a gironi della competizione contro Uruguay (1-1) e Perù (1-0), e il quarto di finale perso contro il Venezuela (1-2).
Nel marzo 2021, dopo 10 anni di assenza, viene riconvocato dal CT Martin Lasarte per l'amichevole contro la Bolivia, vinta per 2-1, in cui segna anche una rete, che mancava da ben 16 anni.

## Statistiche

### Presenze e reti nei club
Statistiche aggiornate al 22 maggio 2022.
| Stagione         | Squadra          | Campionato       | Campionato | Campionato | Coppe nazionali | Coppe nazionali | Coppe nazionali | Coppe continentali | Coppe continentali | Coppe continentali | Altre coppe | Altre coppe | Altre coppe | Totale | Totale |
| Stagione         | Squadra          | Comp             | Pres       | Reti       | Comp            | Pres            | Reti            | Comp               | Pres               | Reti               | Comp        | Pres        | Reti        | Pres   | Reti   |
| ---------------- | ---------------- | ---------------- | ---------- | ---------- | --------------- | --------------- | --------------- | ------------------ | ------------------ | ------------------ | ----------- | ----------- | ----------- | ------ | ------ |
| 2001             | Palestino        | PD               | 5          | 0          | -               | -               | -               | -                  | -                  | -                  | -           | -           | -           | 5      | 0      |
| gen.-giu. 2002   | Palestino        | PD               | 4          | 0          | -               | -               | -               | -                  | -                  | -                  | -           | -           | -           | 4      | 0      |
| 2002-2003        | Ternana          | B                | 6          | 1          | CI              | 2               | 0               | -                  | -                  | -                  | -           | -           | -           | 8      | 1      |
| 2003-2004        | Ternana          | B                | 34         | 10         | -               | -               | -               | -                  | -                  | -                  | -           | -           | -           | 34     | 10     |
| 2004-2005        | Ternana          | B                | 32         | 11         | CI              | 3               | 1               | -                  | -                  | -                  | -           | -           | -           | 35     | 12     |
| 2005-gen. 2006   | Ternana          | B                | 16         | 3          | CI              | -               | -               | -                  | -                  | -                  | -           | -           | -           | 16     | 3      |
| gen.-giu. 2006   | Fiorentina       | A                | 19         | 3          | CI              | -               | -               | -                  | -                  | -                  | -           | -           | -           | 19     | 3      |
| 2006-gen. 2007   | Ternana          | C1               | 0          | 0          | CI              | -               | -               | -                  | -                  | -                  | -           | -           | -           | 0      | 0      |
| Totale Ternana   | Totale Ternana   | Totale Ternana   | 88         | 25         |                 | 5               | 1               |                    | -                  | -                  |             | -           | -           | 93     | 26     |
| gen.-giu. 2007   | Lazio            | A                | 16         | 2          | CI              | -               | -               | -                  | -                  | -                  | -           | -           | -           | 16     | 2      |
| 2007-2008        | Inter            | A                | 15         | 3          | CI              | 4               | 0               | UCL                | 3                  | 1                  | SI          | 0           | 0           | 22     | 4      |
| 2008-2009        | Inter            | A                | 6          | 0          | CI              | 1               | 0               | UCL                | 0                  | 0                  | SI          | 1           | 0           | 8      | 0      |
| Totale Inter     | Totale Inter     | Totale Inter     | 21         | 3          |                 | 5               | 0               |                    | 3                  | 1                  |             | 1           | 0           | 30     | 4      |
| 2009-gen. 2010   | West Ham         | PL               | 11         | 1          | FACup+CdL       | 1+0             | 0               | -                  | -                  | -                  | -           | -           | -           | 12     | 1      |
| gen.-giu. 2010   | Parma            | A                | 12         | 1          | CI              | -               | -               | -                  | -                  | -                  | -           | -           | -           | 12     | 1      |
| 2010-2011        | Cesena           | A                | 31         | 9          | CI              | 1               | 0               | -                  | -                  | -                  | -           | -           | -           | 32     | 9      |
| 2011-2012        | Al-Ahli          | AL               | 18         | 13         | CEA+EEC         | 0+12            | 0+2             | -                  | -                  | -                  |             | -           | -           | 30     | 15     |
| 2012-2013        | Al-Ahli          | AL               | 23         | 12         | CEA+EEC         | 3+5             | 2+3             | -                  | -                  | -                  |             | -           | -           | 31     | 17     |
| 2013-2014        | Al-Ahli          | AL               | 22         | 9          | CEA+EEC         | 0+8             | 0+1             | ACL                | 4                  | 1                  | SE          | 1           | 0           | 35     | 11     |
| 2014-2015        | Al-Ahli          | AL               | 17         | 6          | CEA+EEC         | ?+5             | ?+2             | ACL                | 5                  | 0                  | SE          | 1           | 0           | 28     | 8      |
| Totale Al-Ahli   | Totale Al-Ahli   | Totale Al-Ahli   | 80         | 40         |                 | 33+             | 10+             |                    | 9                  | 1                  |             | 2           | 0           | 124+   | 51+    |
| 2015-2016        | Al-Nasr          | AL               | 23         | 9          | CEA+EEC         | ?+6             | ?+0             | ACL                | 7                  | 0                  | SE          | 1           | 0           | 37+    | 9+     |
| 2016-2017        | Al-Arabi         | SL               | 22         | 10         | CEQ+CQ          | 0+0             | 0+0             | -                  | -                  | -                  | CSJ         | 0           | 0           | 22     | 10     |
| 2017-gen. 2018   | Al-Gharafa       | SL               | 11         | 3          | CEQ+CQ          | 7+0             | 3+0             | ACL                | 0                  | 0                  | CSJ         | 0           | 0           | 18     | 6      |
| gen.-giu. 2018   | Qatar SC         | SL               | 8          | 0          | CEQ+CQ          | -               | -               | -                  | -                  | -                  | CSJ         | -           | -           | 8      | 0      |
| ago.-dic. 2018   | Palestino        | PD               | 10         | 3          | CC              | 4               | 1               | -                  | -                  | -                  | -           | -           | -           | 14     | 4      |
| gen.-lug. 2019   | Palestino        | PD               | 10         | 2          | CC              | 2               | 0               | CL+CS              | 9+2                | 2+0                | -           | -           | -           | 23     | 4      |
| ago.-set. 2019   | Al-Ittihād       | PL               | 2          | 0          | CRC             | -               | -               | ACL                | 4                  | 1                  | -           | -           | -           | 6      | 1      |
| 2020             | Palestino        | PD               | 25         | 12         | CC              | -               | -               | CL                 | 3                  | 0                  | -           | -           | -           | 28     | 12     |
| 2021             | Palestino        | PD               | 21         | 9          | CC              | 6               | 4               | CS                 | 8                  | 0                  | -           | -           | -           | 35     | 13     |
| gen.-lug. 2022   | Palestino        | PD               | 11         | 1          | CC              | 0               | 0               | -                  | -                  | -                  | -           | -           | -           | 11     | 1      |
| Totale Palestino | Totale Palestino | Totale Palestino | 86         | 27         |                 | 12              | 5               |                    | 22                 | 2                  |             | -           | -           | 120    | 34     |
| ago.-dic. 2022   | Magallanes       | SD               | 6          | 1          | CC              | 1               | 0               | -                  | -                  | -                  | -           | -           | -           | 7      | 1      |
| Totale carriera  | Totale carriera  | Totale carriera  | 436        | 134        |                 | 71+             | 19+             |                    | 45                 | 5                  |             | 4           | 0           | 556+   | 158+   |

### Cronologia presenze e reti in Nazionale
| Cronologia completa delle presenze e delle reti in nazionale ― Cile | Cronologia completa delle presenze e delle reti in nazionale ― Cile | Cronologia completa delle presenze e delle reti in nazionale ― Cile | Cronologia completa delle presenze e delle reti in nazionale ― Cile | Cronologia completa delle presenze e delle reti in nazionale ― Cile | Cronologia completa delle presenze e delle reti in nazionale ― Cile | Cronologia completa delle presenze e delle reti in nazionale ― Cile | Cronologia completa delle presenze e delle reti in nazionale ― Cile |
| Data                                                                | Città                                                               | In casa                                                             | Risultato                                                           | Ospiti                                                              | Competizione                                                        | Reti                                                                | Note                                                                |
| ------------------------------------------------------------------- | ------------------------------------------------------------------- | ------------------------------------------------------------------- | ------------------------------------------------------------------- | ------------------------------------------------------------------- | ------------------------------------------------------------------- | ------------------------------------------------------------------- | ------------------------------------------------------------------- |
| 28-4-2004                                                           | Antofagasta                                                         | Cile                                                                | 1 – 1                                                               | Perù                                                                | Amichevole                                                          | -                                                                   | 77’                                                                 |
| 8-7-2004                                                            | Arequipa                                                            | Brasile                                                             | 1 – 0                                                               | Cile                                                                | Coppa America 2004 - 1º turno                                       | -                                                                   | 46’                                                                 |
| 14-7-2004                                                           | Tacna                                                               | Costa Rica                                                          | 2 – 1                                                               | Cile                                                                | Coppa America 2004 - 1º turno                                       | -                                                                   | 86’                                                                 |
| 4-6-2005                                                            | Santiago del Cile                                                   | Cile                                                                | 3 – 1                                                               | Bolivia                                                             | Qual. Mondiali 2006                                                 | -                                                                   | 72’                                                                 |
| 8-6-2005                                                            | Santiago del Cile                                                   | Cile                                                                | 2 – 1                                                               | Venezuela                                                           | Qual. Mondiali 2006                                                 | 2                                                                   | 81’                                                                 |
| 4-9-2005                                                            | Brasilia                                                            | Brasile                                                             | 5 – 0                                                               | Cile                                                                | Qual. Mondiali 2006                                                 | -                                                                   | 59’                                                                 |
| 8-10-2005                                                           | Barranquilla                                                        | Colombia                                                            | 1 – 1                                                               | Cile                                                                | Qual. Mondiali 2006                                                 | -                                                                   | 57’                                                                 |
| 12-10-2005                                                          | Santiago del Cile                                                   | Cile                                                                | 0 – 0                                                               | Ecuador                                                             | Qual. Mondiali 2006                                                 | -                                                                   | 69’                                                                 |
| 24-5-2006                                                           | Dublino                                                             | Irlanda                                                             | 0 – 1                                                               | Cile                                                                | Amichevole                                                          | -                                                                   | 67’                                                                 |
| 30-5-2006                                                           | Vittel                                                              | Cile                                                                | 1 – 1                                                               | Costa d'Avorio                                                      | Amichevole                                                          | -                                                                   | 68’                                                                 |
| 2-6-2006                                                            | Solna                                                               | Svezia                                                              | 1 – 1                                                               | Cile                                                                | Amichevole                                                          | -                                                                   | 45’                                                                 |
| 16-8-2006                                                           | Santiago del Cile                                                   | Cile                                                                | 1 – 2                                                               | Colombia                                                            | Amichevole                                                          | -                                                                   | 44’ 63’                                                             |
| 24-3-2007                                                           | Göteborg                                                            | Brasile                                                             | 4 – 0                                                               | Cile                                                                | Amichevole                                                          | -                                                                   | 79’                                                                 |
| 28-3-2007                                                           | Talca                                                               | Cile                                                                | 1 – 1                                                               | Costa Rica                                                          | Amichevole                                                          | -                                                                   | 77’                                                                 |
| 3-6-2007                                                            | San José                                                            | Costa Rica                                                          | 2 – 0                                                               | Cile                                                                | Amichevole                                                          | -                                                                   | 63’                                                                 |
| 7-9-2007                                                            | Vienna                                                              | Svizzera                                                            | 2 – 1                                                               | Cile                                                                | Amichevole                                                          | -                                                                   | 66’                                                                 |
| 11-9-2007                                                           | Vienna                                                              | Austria                                                             | 0 – 2                                                               | Cile                                                                | Amichevole                                                          | -                                                                   | 57’                                                                 |
| 17-10-2007                                                          | Santiago del Cile                                                   | Cile                                                                | 2 – 0                                                               | Perù                                                                | Qual. Mondiali 2010                                                 | -                                                                   | 88’                                                                 |
| 21-11-2007                                                          | Santiago del Cile                                                   | Cile                                                                | 0 – 3                                                               | Paraguay                                                            | Qual. Mondiali 2010                                                 | -                                                                   | 46’ 84’                                                             |
| 26-3-2008                                                           | Tel Aviv                                                            | Israele                                                             | 1 – 0                                                               | Cile                                                                | Amichevole                                                          | -                                                                   | 46’                                                                 |
| 19-6-2011                                                           | Santiago del Cile                                                   | Cile                                                                | 4 – 0                                                               | Estonia                                                             | Amichevole                                                          | -                                                                   | 66’                                                                 |
| 23-6-2011                                                           | Asunción                                                            | Paraguay                                                            | 0 – 0                                                               | Cile                                                                | Amichevole                                                          | -                                                                   | 34’ 70’                                                             |
| 8-7-2011                                                            | Mendoza                                                             | Uruguay                                                             | 1 – 1                                                               | Cile                                                                | Coppa America 2011 - 1º turno                                       | -                                                                   |                                                                     |
| 12-7-2011                                                           | Mendoza                                                             | Cile                                                                | 1 – 0                                                               | Perù                                                                | Coppa America 2011 - 1º turno                                       | -                                                                   |                                                                     |
| 17-7-2011                                                           | San Juan                                                            | Cile                                                                | 1 – 2                                                               | Venezuela                                                           | Coppa America 2011 - Quarti di finale                               | -                                                                   | 83’                                                                 |
| 10-8-2011                                                           | Montpellier                                                         | Francia                                                             | 1 – 1                                                               | Cile                                                                | Amichevole                                                          | -                                                                   | 46’                                                                 |
| 27-3-2021                                                           | Rancagua                                                            | Cile                                                                | 2 – 1                                                               | Bolivia                                                             | Amichevole                                                          | 1                                                                   | 73’                                                                 |
| 8-6-2021                                                            | Santiago del Cile                                                   | Cile                                                                | 1 – 1                                                               | Bolivia                                                             | Qual. Mondiali 2022                                                 | -                                                                   | 65’                                                                 |
| 2-9-2021                                                            | Santiago del Cile                                                   | Cile                                                                | 0 – 1                                                               | Brasile                                                             | Qual. Mondiali 2022                                                 | -                                                                   | 80’                                                                 |
| 9-9-2021                                                            | Quito                                                               | Colombia                                                            | 3 – 1                                                               | Cile                                                                | Qual. Mondiali 2022                                                 | -                                                                   |                                                                     |
| 7-10-2021                                                           | Lima                                                                | Perù                                                                | 2 – 0                                                               | Cile                                                                | Qual. Mondiali 2022                                                 | -                                                                   | 76’                                                                 |
| 10-10-2021                                                          | Santiago del Cile                                                   | Cile                                                                | 2 – 0                                                               | Paraguay                                                            | Qual. Mondiali 2022                                                 | -                                                                   | 62’                                                                 |
| 14-10-2021                                                          | Santiago del Cile                                                   | Cile                                                                | 3 – 0                                                               | Venezuela                                                           | Qual. Mondiali 2022                                                 | -                                                                   | 67’                                                                 |
| Totale                                                              |                                                                     | Presenze                                                            | 33                                                                  |                                                                     | Reti                                                                | 3                                                                   |                                                                     |

## Palmarès

### Club

#### Competizioni nazionali
- Campionato italiano: 2

Inter: 2007-2008, 2008-2009
- Supercoppa italiana: 1

Inter: 2008
- Etisalat Emirates Cup: 2

Al Ahli: 2011-2012, 2013-2014
- Coppa del Presidente degli Emirati Arabi Uniti: 1

Al Ahli: 2012-2013
- UAE Super Cup: 2

Al Ahli: 2013, 2014
- Campionato emiratino: 1

Al Ahli: 2013-2014
- Copa Chile: 2

Palestino: 2018
Magallanes: 2022
- Campionato cileno di seconda divisione: 1

Magallanes: 2022